# Laura Granvilleová
Laura Granvilleová (* 12. května 1981, Chicago, Illinois, USA) je současná americká profesionální tenistka. Jejím nejvyšším umístění na žebříčku WTA ve dvouhře bylo 28. místo (9. červen 2003) a ve čtyřhře 47. místo (23. červenec 2007). Na okruhu WTA dosud vyhrála 2 turnaje ve čtyřhře.

## Finálové účasti na turnajích WTA (6)

### Dvouhra - prohry (1)
| Legenda                     |
| Kategorie Tier V (1)        |
| Kategorie Premier (0)       |
| Kategorie International (0) |

| Č. | Datum          | Turnaj            | Povrch | Vítězka          | Výsledek      |
| 1. | 15. srpen 2004 | Vancouver, Kanada | tvrdý  | Nicole Vaidišová | 2-6, 6-4, 6-2 |

### Čtyřhra - výhry (2)
| Legenda                |
| Kategorie Tier III (2) |

| Č. | Datum             | Turnaj          | Povrch    | Partnerka           | Soupeřky ve finále                       | Výsledek      |
| 1. | 24. červenec 2005 | Cincinnati, USA | tvrdý     | Abigail Spearsová   | María Emilia Salerniová Květa Peschkeová | 3-6, 6-2, 6-4 |
| 2. | 5. listopad 2006  | Quebec, Kanada  | tvrdý (h) | Carly Gullicksonová | Alina Židkovová Jill Craybasová          | 6-3, 6-4      |

### Čtyřhra - prohry (3)
| Legenda                     |
| Kategorie Tier III (2)      |
| Kategorie International (1) |

| Č. | Datum           | Turnaj                | Povrch    | Partnerka                   | Vítězky                              | Výsledek    |
| 1. | 24. květen 2003 | Štrasburg, Francie    | antuka    | Jelena Kostanićová Tošićová | Maja Matevžičová Sonya Jeyaseelanová | 6-4, 6-4    |
| 2. | 19. únor 2005   | Memphis, USA          | tvrdý (h) | Abigail Spearsová           | Juka Jošidová Miho Saekiová          | 6-3, 6-4    |
| 3. | 9. leden 2010   | Auckland, Nový Zéland | tvrdý     | Natalie Grandinová          | Cara Blacková Liezel Huberová        | 7-6(4), 6-2 |

## Postavení na žebříčku WTA na konci sezóny

### Dvouhra
| Rok    | 2001 | 2002  | 2003  | 2004  | 2005  | 2006  | 2007  | 2008   | 2009   |
| Pořadí | 251. | ▲ 47. | ▲ 46. | ▼ 76. | ▲ 61. | ▼ 70. | ▲ 65. | ▼ 374. | ▲ 304. |

### Čtyřhra
| Rok    | 2001 | 2002   | 2003  | 2004  | 2005  | 2006   | 2007  | 2008   | 2009   |
| Pořadí | 616. | ▲ 175. | ▲ 88. | ▲ 64. | ▼ 66. | ▼ 108. | ▲ 66. | ▼ 179. | ▼ 244. |